# 妄想キャリブレーション
妄想キャリブレーション（もうそうキャリブレーション、Moso Calibration、略称：妄キャリ）は、日本の5人組女性アイドルグループ。ディアステージ所属。
2019年2月23日のライブで活動終了した。

## メンバー
※加入順。以下、公式プロフィール通りに記載。
| 名前                               | 生年月日（死没日）                      | 出身地 | 担当色   | 担当色 | 加入年月日     | アメーバブログ名           |
| ---------------------------------- | --------------------------------------- | ------ | -------- | ------ | -------------- | -------------------------- |
| 胡桃沢まひる （くるみざわ まひる） | 1993年11月27日（31歳）                  | 東京都 | ピンク   |        | 結成メンバー   | 天使になるためのきろく     |
| 桜野羽咲 （さくらの うさ）         | 1995年1月11日（30歳）                   | 東京都 | ホワイト |        | 2013年6月22日  | 羽咲の日常のようなもの     |
| 星野にぁ （ほしの にぁ）           | 1994年6月21日（31歳）                   | 宮崎県 | イエロー |        | 2013年6月22日  | いつまでたってもはんこうき |
| 雨宮伊織 （あまみや いおり）       | 1993年8月3日（31歳）                    | 富山県 | ネイビー |        | 2014年10月18日 | 雨のち伊織ちゃん           |
| 水城夢子 （みずき ゆめこ）         | 1996年4月22日－2023年10月17日（27歳没） | 富山県 | グリーン |        | 2014年10月18日 | 寝ても覚めても夢の中〜     |

### 旧メンバー
- 一之瀬えみり(いちのせ えみり、在籍期間：結成 - 2013年7月11日）
  - 体調面の不安を理由に脱退。現在の活動は不明。
- 神堂未祐奈(しんどう みゆな、1993年5月9日生まれ、在籍期間：結成 - 2014年10月17日)
  - グループの成長に心がついていけなかった事を理由に脱退。現在は柚希未結としてソロアイドル活動中。
- 双葉苗(ふたば なえ、1995年11月17日生まれ、在籍期間：2013年6月22日 - 2017年3月31日)
  - 2023年6月まで、コンセプトカフェ&バー・みらいぷらんとにてむぎの名前で活動していた。

## 略歴

### 結成 - メンバーの変遷
2013年3月6日、秋葉原ディアステージでのイベント「まひるごはん3」にてユニット結成およびメンバー（神堂未祐奈、胡桃沢まひる、一之瀬えみりの3名）を発表。3月17日にユニットお披露目ライブ「妄想キャリブレーション第0回公演〜妄想ミーティング〜」を開催。6月22日、主催ライブ「ぶいえす!Vol.01 〜妄想キャリブレーション×ANNA☆S〜＠高円寺HIGH」にて、新メンバー3名（双葉苗、桜野羽咲、星野にぁ）の加入を発表。7月11日、「妄想キャリブレーションBAR」にて一之瀬えみりが卒業。
2013年10月から2014年2月にかけて、計4枚のシングル「妄想が止まらない」、「いつだって世界にファイティングポーズ」、「初めてだよこんな気持ちにさせてくれたのは恋。」、「人生はいじわるなの…かな？」をライブ会場限定（各1,000枚限定）で発売し、いずれも発売後即完売する。
2014年5月15日、渋谷WWWにて1stワンマンライブ「妄想が止まらない! 2014〜初ワンマンライブは最高なの…かな？〜」を開催し、6月16日には初の全国流通音源となる5枚目のシングル「何故なら私、妄想少女ですの」を発売（自身初のミュージックビデオが収録されたDVDも付属。）。表題曲は『ミューサタ』（フジテレビ）の同年9月度のエンディング・テーマに採用された。
8月19日、これまでのシングルの表題曲、カップリングの全楽曲と新曲2曲を収録した1枚目のアルバム『妄想少女00』を発売。9月20日には、でんぱ組.incとのコラボレーションユニット「宇宙は11次元で出来ている」として、シングル「Stand〜ここにいるよ〜」をLoppi・HMV限定で発売。表題曲は、同日より公開の映画『劇場版 稲川怪談 かたりべ』の主題歌に採用され、「撮影現場で怪談に巻き込まれた新人アイドルユニット」という役柄で映画にも出演。
9月15日、SHOWROOMでの冠番組『妄showタイム』内で新メンバーの加入を発表し、9月21日には同番組内で神堂未祐奈の脱退を発表。理由は「グループの成長に心がついていけなかったため」。10月17日、渋谷DUO MUSIC EXCHANGEにて「妄想キャリブレーション 神堂未祐奈 卒業ライブ〜みんなにつたえるありがとうのカタチ〜」を開催。このライブをもって神堂未祐奈が卒業し、翌18日のイベント「アイドルジェネレーション vol.20」出演より、雨宮伊織、水城夢子が加入。

### 悲しみキャリブレーション -
11月18日、6枚目のシングル「悲しみキャリブレーション」を発売し、表題曲は『実在性ミリオンアーサー』（tvk ほか）にエンディングテーマとして使用された。11月27日には東京キネマ倶楽部にて2ndワンマンライブ「2回目だね♡こんな気持ちにさせてくれたのは…」を開催。また、12月17日に新宿BLAZEにて開催されたアイドル2組によるツーマンライブイベント『DOUBLE COLOR session5』にアップアップガールズ（仮）と共に出演。
2015年4月7日、7枚目のシングル「魔法のジュース」を発売し、5月15日には赤坂BLITZにて3rdワンマンライブ「妄想キャリブレーション LIVE2015春 妄想ファンタジア in 赤坂BLITZ」を開催。このライブのアンコールでは初の全国ツアーとZepp Tokyoでのワンマンライブの開催がサプライズ発表され、事前に知らされていなかったメンバーはうれし涙を流しながらファンに感謝の言葉を伝えた。8月4日に8枚目のシングル「幻想恋花火」を発売し、8月15日にSUMMER SONIC 2015、8月29日に「@JAM EXPO 2015」に出演した。
10月4日、代々木第二体育館で開催されたアイドル運動会「妄想大運動会」に出場し、優勝。10月14日にはアルバム『妄想少女00』をメンバー6人バージョンで再編した『妄想少女00 (2015 ver.)』を配信で発売。10月23日の渋谷DUO MUSIC EXCHANGE公演より、初の全国ツアー「妄想キャリブレーションLIVE TOUR2015〜はじめてNIPPON♡ちゅYOUをちぇっくします!〜」を開始。
2016年5月12日発売、集英社「ヤングジャンプ」No.24に掲載された、「サキドルエースSURVIVAL SEASON5」に妄想キャリブレーション代表として雨宮伊織がエントリー。
6月1日、9枚目のシングル「ちちんぷいぷい♪」をSony Recordsから発売し、メジャーデビューを果たした。
12月25日、全国ツアーの最終日にテレビアニメ「タイムボカン24」のエンディング曲となる「激ヤバ∞ボッカーン!!」を初披露。
2017年1月21日に開幕したアイドル対抗フットサルリーグ『バロンiドール杯』に参加。7月29日に優勝を決めた。
2019年2月23日のライブをもって活動を終了することが2018年10月8日に報じられた。

## 備考
クリエイティブ・ディレクターをもふくちゃん、サウンドプロデュースをWicky.Recordingsが務めている。ファンの総称は「妄想族」であり、ライブについて双葉は「メンバーと会場のみんなが一緒になって作っていく熱さがある」、「初めて観る人も巻き込んでいくのが特徴だと思う」、雨宮は「ファンの人たちも、負けないぞ!っていう感じで向かってくる。その絆がすごい」と話している。なお、ライブでは「妄想ストーリー」と題した寸劇が演じられる事もある。
同じ秋葉原ディアステージ所属である事からでんぱ組.incの妹分として紹介されていたが、ディアステージではでんぱ組.incとの接点が多かった訳ではなく、胡桃沢がディアステージに入店した頃には既にでんぱ組.incはグループでの仕事が増えていた。なお、胡桃沢は相沢梨紗の歌をディアステージで聴いたことをきっかけにディアステージで働くことを決めたと話している。

## 作品
※最高位はオリコンチャート週間ランキングによるもの。

### 未発売曲
- 夢のカケラ、愛のカタチ

### コラボレーション
- 宇宙は11次元で出来ている - 「Stand〜ここにいるよ〜」（2014年9月20日、Loppi・HMV限定[38]）
でんぱ組.incとの限定ユニット「宇宙は11次元で出来ている」による楽曲

### 映像作品
ライブ収録
- 初!ワンマンライブは最高なの…かな?（2014年7月20日）（MOSO-1001）
- 2回目だね♡こんな気持ちにさせてくれたのは…（2015年2月27日）（MOSO-1002）
- 妄想キャリブレーション LIVE 2015 春 〜妄想ファンタジア in 赤坂BLITZ〜（2015年10月）（MOSO-1003）
- 妄想キャリブレーション LIVE TOUR 2015/16 はじめてNIPPONちゅYOUをちぇっくしました! in Zepp Tokyo（2016年4月）（MOSO-1004）

その他
- 妄キャリDVDマガジン vol.1（2014年2月13日）
- 妄キャリDVDマガジン vol.2（2015年2月14日）
- 劇場版 稲川怪談 かたりべ（2015年4月2日）

## 出演

### テレビ
- 怪盗100面相（2014年4月、日本テレビ）
- アイドルの穴〜日テレジェニックを探せ!〜（2014年6月、日本テレビ） - 双葉のみ
- カンニングのDAI安吉日!（2014年10月、BSフジ）
- アフロの変（2014年10月、フジテレビ）
- ミューサタ春のスペシャル!帰ってきた!深夜の女子会60分アイドル大集合!（2015年4月、フジテレビ）双葉、桜野のみ

### テレビドラマ
- 夜のせんせい（2014年1月、TBS）

### ラジオ
- 妄想科学デパートAKIBA NOISE（2014年6月、TOKYO FM）
- YOKOHAMA DELIGHT（2014年8月、FMヨコハマ）
- 「妄想キャリブレーションの乙女の妄想∞無限大♥」（毎月第1水曜日。2016年4月5日 - 2018年3月28日、FM-FUJI）- 同局水曜21時からの「J POP N' ROCKs」に内包[39]

### インターネット放送
- 妄showタイム（2014年3月 - 、SHOWROOM）
- オバケンゾンビキャンプ（2014年8月、ニコニコ生放送） - 胡桃沢、双葉のみ
- 生のアイドルが好き（2015年4月、ニコニコ生放送）
- ゲーム実況バラエティHangameLive3（2015年5月 - 、ニコニコ生放送）雨宮のみ

### 映画
- 劇場版稲川怪談 かたりべ（2014年[40]）
- 劇場版白魔女学園 オワリトハジマリ (2015年)

### パチンコ
- 怪談パチンコ CR稲川淳二（2014年、高尾[41]）

## 書籍

### 写真集
- 1st PHOTO BOOK「妄毒注意」（2015年12月24日、ワニブックス、ISBN 978-4-8470-4799-2）

## ライブ
- 定期公演第0回〜妄想ミーティング〜(2013年3月17日、秋葉原ディアステージ)
- 定期公演第一回〜祝☆一之瀬えみり爆誕〜(2013年4月7日、秋葉原ディアステージ)
- 定期公演第二回〜夢に向かって爆走!ミーティング〜(2013年4月20日、秋葉原ディアステージ)
- 横浜開港記念イベント『ヨコハマカワイイパーク』(2013年5月3日･4日、横浜山下公園)
- 主催ライブ『ぶいえす!』Vol.01(2013年6月22日、高円寺HIGH)
- 定期公演第三回〜やる気しかない!〜(2013年7月14日、秋葉原ディアステージ)
- 定期公演第四回〜妄想☆夏祭り〜(2013年8月10日、秋葉原ディアステージ)
- 主催ライブ『ぶいえす!』Vol.02(2013年9月8日、高円寺HIGH)
- AOMORI ROCK FESTIVAL'13〜夏の魔物〜(2013年9月14日、青森夜越山スキー場)
- 定期公演第五回〜妄キャリ、始まってます!〜(2013年9月22日、秋葉原ディアステージ)
- アイドル横丁新聞杯!!〜9月の陣〜(2013年9月29日、渋谷WWW)
- 定期公演第六回選ばれし妄想少女〜舞い踊る偶像達の宴〜(2013年10月12日、秋葉原ディアステージ)
- 主催ライブ『ぶいえす!』Vol.03(2013年10月14日、高円寺HIGH)
- アイドル横丁新聞杯!!〜10月の陣〜(2013年10月27日、渋谷WWW)
- アイドル横丁新聞杯!!〜11月の陣〜(2013年11月16日、渋谷WWW)
- 主催ライブ『ぶいえす!』Vol.04(2013年11月30日、高円寺HIGH)
- ＠JAM the Field vol.5(2014年2月16日、恵比寿LIQUIDROOM)
- the GIRLS’FESTIVAL eve vol.4(2014年2月22日、なんばHatch)
- アイドル祭り in 北海道(2014年3月9日、Zepp Sapporo)
- 横浜開港記念イベント『ヨコハマカワイイパーク』(2014年5月3日･4日、横浜山下公園)
- ワンマン「妄想が止まらない!2014〜初ワンマンライブは最高なの...かな？〜」(2014年5月15日、渋谷WWW)
- AOMORI ROCK FESTIVAL'14〜夏の魔物〜(2014年7月21日、青森夜越山スキー場)
- TOKYO IDOL FESTIVAL 2014(2014年8月2日･3日、お台場･青海特設会場)
- ＠JAM EXPO 2014(2014年8月31日、横浜アリーナ)
- 妄想キャリブレーション 神堂未祐奈 卒業ライブ 〜ありがとうのカタチ〜(2014年10月17日、渋谷duo MUSIC EXCHANGE)
- ＠JAM the Field vol.6(2014年11月24日、六本木ブルーシアター)
- ワンマン「妄想キャリブレーション2ndワンマンライブ〜2回目だね♡こんな気持ちにさせてくれたのは...〜」(2014年11月27日、東京キネマ倶楽部)
- DOUBLE COLOR session5(2014年12月17日、新宿BLAZE)
- TOKYO IDOL FESTIVAL 2015(2015年8月1日･2日、お台場･青海特設会場)
- ＠JAM the Field vol.6(2014年11月24日、六本木ブルーシアター)
- ＠JAM EXPO 2015(2015年8月29日、横浜アリーナ)
- 妄想キャリブレーション LIVE TOUR 2015〜はじめてNIPPON♡ちゅYOUをちぇくします!〜 （2015年10月23日〜11月29日）
- ＠JAM MEETS vol.0 (2015年12月13日、代官山UNIT)
- 妄想キャリブレーション LIVE TOUR 2015/16 元旦〜はじめてNIPPON♡ちゅYOUをちぇっくします!〜  (2016年1月1日、Zepp Tokyo)
- IDOLidge Carnival-アイドリッジカーニバル- (2016年1月24日、新宿ReNY)
- iCON DOLL LOUNGE(2016年1月30日、ラフォーレミュージアム原宿)
- ＠JAM the Field vol.9(2016年2月28日、TSUTAYA O-EAST)
- 本格音楽女子祭-其の十四- (2016年2月29日、TSUTAYA O-EAST)
- IDOLidge Carnival-アイドリッジカーニバル- (2016年4月20日、TSUTAYA O-EAST)
- TOKYO IDOL FESTIVAL 2016(2016年8月5日〜7日、お台場･青海特設会場)
- @JAM×ナタリー EXPO 2016(2016年9月24日･25日、幕張メッセ 国際展示場9〜11ホール)
- LIVE TOUR 2016「ULTRA MOSO ∞ PARTY!!!!!!」（2016年10月14日〜12月4日）
- Halloween Night MOSO 大作戦 in Yokohama (2016年10月29日、横浜市開港記念会館)
- 君に魅せたい!妄キャリが贈る今夜かぎりの、、、ULTRA MOSO ∞ PARTY!!!!!! (2016年12月25日、新木場STUDIO COAST)
- TOKYO IDOL PROJECT × @JAM ニューイヤープレミアムパーティー2017 (2017年1月2日、Zepp Tokyo)
- IDOLidge FESTIVAL"×Glad 7th Anniversary supported by フリージアとショコラ2017 (2017年2月5日、duo MUSIC EXCHANGE)
- @JAM x TALE in HongKong 2017（2017年2月11日･12日 、香港・MUSIC ZONE）
- レコ発ワンマン東名阪ツアー『激ヤバ∞発進!〜ダイナモンドを探せ!〜』（2017年3月4日〜3月12日）
- MARQUEE祭 Vol.02 (2017年3月9日、TSUTAYA O-WEST)
- SHIBUYA MUSIC POWER ＠WWW〜選ばれしネ申ユニットLIVE編vol.16〜 (2017年4月4日、渋谷WWW)
- JOYSOUND presents 妄想キャリブレーション 47都道府県ツアー〜大声出そうぜ。MOSO MAX〜（2017年5月6日〜2018年4月21日）
- 本格音楽女子祭-其の二十一- (2017年5月9日、TSUTAYA O-WEST)
- OTOSATA Rock Festival 2017 (2017年6月17日、茅野市民館)
- MARQUEE祭 Vol.04 (2017年6月20日、TSUTAYA O-WEST)
- アイドル横丁夏祭り!!〜2017〜(2017年7月9日、横浜赤レンガパーク)
- HYPER JAPAN Festival 2017（2017年7月14日〜16日 、ロンドン・London Tobacco Dock）
- BILIBILI MACRO LINK 2017（2017年7月22日 、上海・万博展覧館）
- ACG Hong Kong 2017（2017年8月1日 、香港・Hong Kong Convention & Exhibition Centre）
- TOKYO IDOL FESTIVAL 2017(2017年8月4日〜6日、お台場･青海特設会場)
- NO FEAR FESTIVAL 2017（2017年8月26日･27日 、台中・圓滿戶外劇場）
- TOKYO IDOL FESTIVAL 2018(2018年8月5日、お台場･青海特設会場)
- ＠JAM EXPO 2018(2018年8月26日、横浜アリーナ)
- 妄想キャリブレーション LAST TOUR 2018/19 ～HOME～（2018年11月29日〜2019年2月23日）